# Affaire Agnès Marin
L’affaire Agnès Marin est une affaire judiciaire datant de novembre 2011 concernant Agnès Marin, une interne du Collège Cévenol du Chambon-sur-Lignon, violée puis assassinée par un élève de l'établissement, mineur au moment des faits mais majeur depuis le 30 décembre 2011, qui est condamné à la réclusion criminelle à perpétuité, peine confirmée en appel. L’État français est condamné en 2017 pour « négligences fautives assimilables à une faute lourde » pour l'avoir placé dans ce collège mixte sans suivi approprié en dépit de ses antécédents. Le Collège Cévenol, en difficulté depuis une vingtaine d'années, a définitivement fermé le vendredi 11 juillet 2014.

## Description

### 16 novembre 2011
Le 16 novembre 2011, dans un bois proche du Chambon-sur-Lignon, un pensionnaire du Collège Cévenol, âgé de 17 ans, a violé et tué une élève du même établissement âgée de presque 14 ans, Agnès Marin, après vingt minutes de sévices sous la menace d'un couteau de cuisine , puis brûlé son corps. L'affaire a eu un énorme retentissement, car le jeune homme était scolarisé bien qu'il ait commis, un an plus tôt, un viol prémédité reposant sur le même mode opératoire.
Sous prétexte de chercher des champignons hallucinogènes dans le bois, à quelques dizaines de mètres du stade, le meurtrier a attiré sa victime dans un ravin de la forêt accessible directement du parc du collège, et l'a attachée à un arbre. Puis il lui a porté plusieurs coups avant de la violer et l'a de nouveau battue. Agnès a tenté sans succès de se défendre et a fini par succomber. Ayant trouvé une recharge d'essence à briquet dans le sac de la jeune fille, il en a versé sur le corps et y a mis le feu, nourri avec du bois trouvé sur place, avant de quitter les lieux et de réintégrer l'internat, comptant à l'époque une soixantaine de pensionnaires. Agnès avait prévenu ses camarades de cette promenade.
Aussi, ayant remarqué son absence à l'étude et au dîner, ses amis commencent à fouiller le domaine du lycée et la forêt voisine malgré l'interdiction du surveillant. Plusieurs lycéens voient le suspect sortir seul du bois, le visage dissimulé par une écharpe. Plus tard dans la soirée, il fait semblant de participer aux recherches organisées par l'établissement, malgré sa figure striée de griffures infligées par la victime.  « L'audition de ses camarades a été compliquée et il a été très difficile de démêler son emploi du temps », affirme au sujet de la victime le procureur du Puy-en-Velay, René Pagis. Estelle, l'une des meilleures amies d'Agnès, va contribuer par sa déclaration aux gendarmes à compliquer, voire retarder, leur travail de recherche et de reconstitution de son emploi du temps de ce mercredi après-midi. Les élèves ayant quartier libre ce jour-là, la plupart des internes de l'établissement ont l'habitude de descendre au village. Et Estelle raconte qu'elle et Agnès se sont quittées à 16h30, car elle lui avait promis de servir cet argument "au cas où". En réalité, elle ne l'a plus vue depuis le tout début de l'après-midi. 
Malgré la mobilisation de 150 gendarmes et d'un hélicoptère, le corps carbonisé de la victime n'est donc retrouvé que le surlendemain en forêt, à trois kilomètres du collège, suivant les indications de Matthieu passé finalement aux aveux. 
Outre les violences sexuelles, l'autopsie révélera dix-sept coups de couteau dans le thorax et à la tête d'Agnès. Son ADN sera retrouvé dans une tache de sang sur le jean porté par le meurtrier ce jour-là.

### Enquête
Quatre jours après le crime, son passé judiciaire est communiqué. Matthieu est né le 30 décembre 1993 à Nîmes. Son père, Dominique, est professeur de sciences sociales et sa mère, Sophie, est comptable dans une clinique et conseillère municipale. Il a également deux sœurs cadettes. Il a grandi à cent kilomètres au sud, à Nages-et-Solorgues, village du Gard où il a commis seize mois plus tôt, le dimanche 1er août 2010, un autre viol prémédité avec arme et séquestration. La victime, Julie, une ex-camarade d'école primaire, l'a dénoncé le soir même, entraînant son incarcération, ses aveux et sa mise en examen. Au prétexte de lui rendre 10 euros, il l'avait attirée au pied d'un arbre, aux branches duquel il avait préalablement noué des lacets où lui attacher les poignets, l'avait aussi bâillonnée puis violée. Après un appel téléphonique de la mère de la jeune fille, il l'avait relâchée. Sa victime, qui estime avoir « vu la mort » et l'avait supplié de l'épargner, lui avait dit : « C’est ma mère, elle va venir me chercher ». Trois mois et demi après ce premier crime, le violeur était libéré de la maison d'arrêt, remise en liberté validée par quatre expertises psychiatriques en échange d'un contrôle judiciaire. Pour obtenir sa libération, son père avait fait valoir qu'il était admis au collège-lycée Cévenol, après avoir essuyé les refus d'inscription auprès de seize autres établissements.
À la suite du scandale provoqué par ces révélations, Philippe Bauwens, directeur du collège-lycée Cévenol, tente maladroitement de défendre sa réputation. Il dit avoir reçu l'adolescent violeur pour un long entretien, avant d'accepter son inscription. Les parents de la victime assurent qu'il savait le meurtrier déjà mis en examen pour viol prémédité avec arme. Le directeur dément, mais finit par reconnaître que le père de l'adolescent lui avait bien "parlé d’agression sexuelle". Il prétendra lors du procès n'avoir « pas compris que Matthieu était sous contrôle judiciaire », et ignorer « qu'il devait rendre compte de ses problèmes » à la Protection judiciaire de la jeunesse. « Si j'avais été au courant de la nature exacte des faits reprochés à Matthieu, je ne l'aurais pas admis dans mon établissement », prétendra-t-il pour se justifier. « Nous ne savions pas qu'il était sous contrôle judiciaire, nous n'avons pas eu le moindre contact avec les autorités jusqu'au drame (…) 4 mois de prison préventive, nous savions. Mais que c'était pour viol, non », dira Jean-Michel Hieaux, le vice-président du lycée. 
Pour tenter de se justifier, la Protection judiciaire de la jeunesse (PJJ) s'abrite derrière une interprétation du secret professionnel. Comme la direction du lycée, elle évoque le secret de l'instruction et rejette la faute sur la juge des libertés et de la détention chargée de l'affaire du premier viol, qui a commis la première des erreurs : ne pas s'opposer au choix des parents du meurtrier concernant cet internat mixte . D'autant que le collège-lycée Cévenol, en grande difficulté financière, accueillait des élèves vulnérables car très éloignés de leurs familles et facturait 12 000 euros par an pour les internes. Et lorsque l'éducatrice de la PJJ responsable de Matthieu M. remet son rapport validant ce choix, il y est déjà scolarisé depuis deux mois. Par ailleurs, ses parents n'ayant déménagé qu'à une dizaine de kilomètres, il revient à chaque période de vacances dans le Gard où il n'a pourtant plus le droit de séjourner, ce qui révolte sa première victime puisqu'elle le croise. Quant au suivi psychiatrique du criminel,  le procès démontrera qu'il a été bâclé « avec la bénédiction du juge d'instruction », puisque confié successivement à une psychiatre lituanienne à peine francophone, puis à un infirmier et enfin à un psychothérapeute sans diplôme chargé de suivre l'adolescent au Collège Cévenol.

### Procès
La justice joint les deux dossiers dans lesquels l'adolescent est impliqué : ils sont traités par le juge d'instruction du TGI du Puy-en-Velay, François Maury. La famille de Julie, la première victime, demande que les débats se tiennent à huis clos, sauf pour une seule journée du procès où les journalistes pourront entrer dans la salle d'audience. La mère de Julie précise n'avoir malheureusement pas été surprise en apprenant ce crime et son auteur, ajoutant qu'elle savait qu'il recommencerait.
Alors que le ministère public réclame trente ans de prison, écartant déjà la moindre excuse de minorité pour l'accusé, le récidiviste est condamné le 28 juin 2013 à la réclusion criminelle à perpétuité, peine rarissime pour un crime commis avant l'âge de dix-huit ans. La famille d'Agnès ayant obtenu une levée partielle du huis clos, afin d'établir les différentes responsabilités éducatives et judiciaires, la presse a suivi les débats dans une salle annexe équipée d'un écran géant. Les experts psychiatres qui ont examiné l'inculpé ont mis en lumière le profil d'une personnalité psychotique de type schizoïde, avec une perversité étonnante et une dangerosité effrayante. Lors du réquisitoire, l'avocat général estimera que le choix de cet internat mixte, véritable « campus sans murs », aura été « le moins adapté au cas de Matthieu M, une insulte au bon sens ». Le lycée « n'a pas creusé la question des antécédents » de l'intéressé, faisant preuve d'un « manque de curiosité étonnant », a-t-il dénoncé.
L'éducatrice de la PJJ chargée du suivi de l'adolescent ne s'est rendue qu'une fois au collège Cévenol, en mars 2011, plus de trois mois et demi après son admission. Ne parvenant pas à rencontrer le directeur, celui-ci ayant annulé le rendez-vous pour cause de carnaval organisé dans le lycée, elle ne parle qu'au conseiller d'éducation, qu'elle ne reverra jamais. Selon le responsable du lycée, elle ne l'informe pas du viol avec arme et préméditation pour lequel l'élève est mis en examen,. « Nos échos étaient positifs. Il n'y avait rien à signaler dans son comportement, si ce n'est un point minime », expliquera-t-elle. Elle ne demande pas à être informée de ce « point minime » : l'introduction d'alcool fort au sein du lycée. Les enquêteurs découvriront que le dossier disciplinaire du futur meurtrier ne mentionnait pas non plus la consultation de sites internet à caractère pédopornographique au centre de documentation du lycée, ce qui lui a pourtant valu une semaine d'exclusion.  Et il n'y était pas indiqué que des camarades l'avaient vu promener une autre élève en laisse ou passer les mains sous sa jupe au vu de tous. Lors du procès, l'avocat général relèvera que l'adolescent avait « des relations sexuelles quasi quotidiennes » dans l'internat avec une jeune fille, qui était éloignée de sa famille, celle-ci résidant à Tahiti, et qui allait fréquemment passer le week-end dans celle de Matthieu dans le Gard. Deux fois exclu une semaine, ce dernier a même évité d'extrême justesse un refus d'inscription pour l'année suivante, lors d'un passage devant le conseil de la vie scolaire en juin 2011. Malgré cela, la direction du lycée n'a jamais eu de contact avec le juge d'instruction chargé du premier viol et  n'a effectué aucun signalement à la PJJ. Appelé au procès, Jean-Louis Daumas, le directeur central de la PJJ et ancien membre de cabinets ministériels, a refusé devant le tribunal de reconnaître des erreurs de son administration, concédant seulement une « faiblesse », mais pas de « fautes » dans le suivi de l'adolescent. Lors du procès, il signalera que le cabinet du ministre de la justice n'a pas commandé d'inspection.
Le 29 juin 2013, au lendemain de l'annonce du verdict qui condamne Matthieu M. à perpétuité, les avocates de la défense, maître Joëlle Diez et maître Isabelle Mimran, annoncent qu'elles font appel de cette décision.
Le 7 février 2014, les parents d'Agnès Marin portent plainte contre l'État pour « faute lourde » afin de faire la lumière sur les responsabilités de chacun, notamment sur les lacunes du suivi judiciaire du meurtrier.
En juillet 2015, le Conseil supérieur de la magistrature blanchit l'ancienne juge d'instruction de Nîmes, qui avait libéré le futur criminel en novembre 2010.
À partir du 29 septembre 2014 et pour une durée de 10 jours, Matthieu M. est rejugé en appel à la cour d'assises des mineurs du Puy-de-Dôme à huis clos. Il est âgé de 20 ans. Le 10 octobre 2014, la cour d'assises du Puy-de-Dôme confirme en appel la peine de réclusion criminelle à perpétuité, l'assortissant cette fois-ci d'une obligation de soins sans limitation de durée, comme il avait été unanimement demandé, tant par les avocats de la défense que par ceux des parties civiles.
Le 13 octobre 2014, Matthieu M. se pourvoit en cassation, mais le 18 novembre 2014, une de ses avocates, Joëlle Diez, avertit le parquet et la partie civile que le meurtrier et ses parents renoncent au pourvoi en cassation. La condamnation en appel devient définitive.
Depuis, Matthieu M. purge sa peine à la maison centrale d'Ensisheim (Haut-Rhin).

### Suites
L'affaire porte un coup fatal à la réputation du collège Cévenol, déjà en grande difficulté financière depuis plusieurs années. Le 11 juillet 2014, il ferme définitivement ses portes, après 76 ans d'existence.
En avril 2016, Sophie et Dominique Moulinas publient un livre, Parents à perpétuité (éditions Flammarion), dans lequel ils reviennent sur le procès, les crimes et la vie de leur fils Matthieu. Cette publication a suscité des protestations des parents d'Agnès Marin contre le fait que, selon eux, les parents de l’auteur du meurtre « ont passé plus de temps dans les médias en quelques semaines que nous depuis l’assassinat de notre fille. Il s’agit d’une vraie campagne de show-biz. ».
Dans un jugement rendu le 24 avril 2017, le tribunal de grande instance de Paris a condamné l'État pour « négligences fautives assimilables à une faute lourde » dans la mesure où le juge d'instruction a remis en liberté le meurtrier trop rapidement, sans attendre le rapport de l'expert, sans demander l'avis de la protection judiciaire de la jeunesse, et à cause de son choix de placement inapproprié dans un collège mixte. Il a octroyé aux parents, grands-parents et au frère d'Agnès Marin une indemnisation financière à hauteur de 185 000 euros.

## Ouvrage
- Sophie et Dominique Moulinas (préf. Marcel Rufo), Parents à perpétuité, éditions Flammarion, 6 avril 2016, 329 p. (ISBN 9782081372511) Ouvrage dans lequel Sophie et Dominique Moulinas parlent de leur fils Matthieu, meurtrier d'Agnes Marin[46].

## Téléfilms
- 2024 : Parents à perpétuité téléfilm réalisé par Safy Nebbou et diffusé sur France 2 en mai 2024. Librement adapté du livre de Sophie et Dominique Moulinas, le téléfilm retrace l'histoire de deux parents, dont le fils Guillaume, âgé de 17 ans, est un violeur et un assassin[47].

## Documentaires télévisés et radiophonique
- « Affaire Agnès : un élève assassin ? » dans l'émission Présumé Innocent sur Direct 8.
- « Parents à perpétuité » réalisé par Anne Gintzburger, le 29 janvier 2016 sur Public Sénat.
- « Mon fils, ce tueur », un reportage de Rola Tarsissi, Olivier Sybille, Valérie Lucas et Marie Dubois, diffusé dans Complément d'enquête. « Violence : quand nos enfants nous font peur » sur France 2, le 28 avril 2016[48].
- « Agnès Marin, la mort au collège » le 2 avril 2017 dans Faites entrer l'accusé présenté par Frédérique Lantieri sur France 2[49]
- « Affaire Agnès Marin : le plus jeune condamné à perpétuité de France » le 29 mars 2018 dans Enlèvements sur C8.
- « L'affaire Agnès Marin : un mineur et la justice sur le banc des accusés» 52 minutes, le 24 janvier 2019 par Fabrice Drouelle pour France Inter [50]
- « L'affaire Agnès Marin » réalisé par Farrah Youbi, en février 2020 dans Adolescents et criminels sur RMC Story[51]
- « L'affaire Agnès Marin, un loup dans la bergerie » réalisé par Hélène Gauthier dans Au bout de l'enquête, la fin du crime parfait ?, le 13 janvier 2024
- « L'affaire Moulinas, parents d’un criminel : le meurtre d’Agnès Marin (3/4) », podcast Home(icides) du 16 octobre 2024